# Kónya Anikó
Kónya Anikó (Budapest, 1945. december 29. –) pszichológus, kutatási témája az emberi emlékezet. Az Eötvös Loránd Tudományegyetem Általános majd Kognitív Pszichológia Tanszékének tanára, az ELTE Pszichológiai Doktori Iskola témavezetője. 2012 óta címzetes egyetemi tanár és a Károli Gáspár Református Egyetemen vendég oktató.

## Tanulmányai, tudományos fokozatai
Egyetemi tanulmányait Budapesten a z ELTE BTK pszichológia- biológia szakán kezdte majd klinikai pszichológiára szakosodott.  Tanárai között voltak Barkóczi Ilona, Kardos Lajos, Grastyán Endre, valamint Paul Fraisse (Párizs, Sorbonne V.)
1970-ben védte meg bölcsészdoktori dolgozatát, 1995-ben a pszichológiai tudományok kandidátusa lett.
Kutatási és oktatási területeit tekintve a kognitív pszichológián belül az emlékezet területének egyik hazai képviselője, az 1970-es évektől követi és műveli e tudományterület fejlődését. Az emlékezeti alapfolyamatokat kísérleti-, neuropszichológiai és fejlődési megközelítésben tekinti át. Kiemelten az epizodikus-autobiografikus emlékezet felépülése és az egyedi emlékek sajátos természete érdekli. Kutatásaihoz kapcsolódó egyetemi kurzusaiban a megismeréstudomány szintjeinek kapcsolódása kap hangsúlyt. A pszichológiai elméletek kognitív idegtudományi, fenomenológiai és narratív kapcsolódását a személyes, önéletrajzi emlékezet területén véli megalapozottnak. Kitekintést ad a társas-kollektív emlékezet irányába.

## Témavezetett kutatások
1996-1999 „Az önéletrajzi emlékezet ismereti struktúrája” OTKA pályázat. (Király Ildikó és Ragó Anett kutatói részvételével)
2000-2003 „Az önéletrajzi emlékezet és a fogalom használat élményalapja” OTKA pályázat (Király Ildikó és Ragó Anett kutatói részvételével)
2010-2012 „Az egészséges és sérült emlékezet életszerű megközelítése” OTKA pályázat
Saját honlap: https://sites.google.com/site/elteotkak81641emlekezet/home Archiválva 2014. február 23-i dátummal a Wayback Machine-ben

## Publikációk
•	Kardos L, Barkóczi I, Kónya A
Kísérlet a lokomóciós és a manipulációs cselekvésformák megtanulásának közvetlen összehasonlítására.
MAGYAR PSZICHOLÓGIAI SZEMLE XXXVIII.:(1) pp. 1–15. (1971)
•	Kónya Anikó (szerk.)
Tanulás és emlékezés
Budapest: Tankönyvkiadó, 1980.
•	Kónya Anikó
Asszociáció és reprezentáció
PSZICHOLÓGIAI TANULMÁNYOK XV: pp. 107–131. (1985)
•	Kónya Anikó, Pintér, G.
Kategória norma a verbális emlékezet vizsgálatához
MAGYAR PSZICHOLÓGIAI SZEMLE 2: pp. 93–111. (1985)
•	Barkóczi I, Kónya A, Péter Á, Bekény Gy
Alexia agráfia nélkül II. A szóolvasás kérdései egy szerzett dyslexiás "betűzve olvasó" eset kapcsán.
MAGYAR PSZICHOLÓGIAI SZEMLE XLIII: pp. 384–404. (1986)
•Kónya Anikó
Képi és nyelvi sajátosságok a szemantikus reprezentációban
PSZICHOLÓGIA (MTA PSZICHOLÓGIAI INTÉZET) 4: pp. 407–514. (1988)
•Kónya Anikó
A jelentés szóbeli hangsúlyozása: A képi és nyelvi jelentés kapcsolatának vizsgálata gyermekeknél
PSZICHOLÓGIA (MTA PSZICHOLÓGIAI INTÉZET) 10: pp. 121–141. (1989)
•Kónya Anikó (szerk.)
Az emberi emlékezet pszichológia elméletei
Budapest: Tankönyvkiadó, 1990. 420 p.
•Kónya Anikó, Bernáth László
Számítógépes program az olvasási sebesség mérésére.
PSZICHOLÓGIA (MTA PSZICHOLÓGIAI INTÉZET) 10:(2) pp. 317–321. (1990)
•Kónya Anikó
Az emlékezés tartalmi és idői elemzése
In: Bernáth László (szerk.)
Kognitív pszichológiai kísérletek
Budapest: Tankönyvkiadó, 1991. pp. 39–70.
•Kónya Anikó (szerk.)
Az emlékezés ökológiai megközelítése
Budapest: Tankönyvkiadó, 1992.
•Kónya Anikó
A gondolati és a viselkedéses asszociáció
Budapest: Tankönyvkiadó, 1992.
•Kónya Anikó, Törő, T.
Emlékezés személyes élményekre: az önéletrajzi emlékezet vaku pillanatai
PSZICHOLÓGIA 12: pp. 311–327. (1992)
•Kónya Anikó, Szabó, A., Dóra, Cs.
Gyermekek érzelmi jelentésadásának vizsgálata Suzanne Szasz fényképeivel
MAGYAR PSZICHOLÓGIAI SZEMLE 5-6: pp. 470–484. (1992)
•Kónya Anikó
Élénk emlékek az önéletrajzi elbeszélésben
1995. (Kandidátus)
•Kónya Anikó, Verseghy Anna
Rey-Emlékezeti vizsgálati eljárások
Pszichoteszt (1995)
•Kónya Anikó
A "tiszta emlék"
PSZICHOLÓGIA (MTA PSZICHOLÓGIAI INTÉZET) 16:(4) pp. 335–346. (1996)
•	Kónya Anikó
Az emlékezet klasszikus szemléletének visszatérése
REPLIKA 26: pp. 141–146. (1997)
•	Kónya A, Király I, Bodor P, Pléh Cs (szerk.)
Kollektív, társas, társadalmi
Budapest: Akadémiai Kiadó, 1998.
•	Kónya Anikó
A személyes emlékek társas természete
MAGYAR PSZICHOLÓGIAI SZEMLE 5/6: pp. 545–558. (1998)
•	Kónya Anikó
A személyes emlékek társas természete
MAGYAR PSZICHOLÓGIAI SZEMLE 5/6: pp. 545–558. (1998)
•	Racsmány Mihály, Kónya Anikó
Rivermead Viselkedéses Memória Teszt(1998)
•	Kónya Anikó, Király Ildikó, Bodor Péter, Pléh Csaba (szerk.)
Kollektív, társas, társadalmi
Budapest: Akadémiai Kiadó, 1999. 651 p.
•	Kónya A, Király I, Ragó A
Phenomenological recollection of autobiographical events: the contribution of language and imagery,
CONSCIOUSNESS AND COGNITION 9:(2) p. S94. (2000)
•	Kónya Anikó
Emlékalakzatok. In: Boros G. (szerk.) Az emlékezésről, Budapest, Magyar Alkotóművészek Országos Egyesülete
In: Boros G (szerk.)
Az emlékezésről. pp. 93–100.
•	Kónya Anikó
Az érzelem az emlékezet nyílt és rejtett felosztásában
In: Pléh Csaba, Kampis György, Csányi Vilmos
A megismeréskutatás útjai
Budapest: Akadémiai Kiadó, 2000. pp. 157–169.
•	Kónya Anikó
Miként gondolkodunk az emlékezetről?
In: Oláh Attila, Bugán A, és társai
Oláh A, Bugán A (szerk.)
Fejezetek a pszichológia alapterületeiből
Budapest: ELTE Eötvös Kiadó, 2000. pp. 65–98.
•	Kónya Anikó, Verseghy Anna, Theresina Rey
A Rey tesztek hazai tapasztalatai
In: Racsmány M, Pléh Cs (szerk.)
Az elme sérülései – kognitív neuropszichológiai tanulmányok
Budapest: Akadémiai Kiadó, 2001. pp. 175–187.
•	Kónya Anikó, Racsmány Mihály, Czigler Balázs, Tariska Péter, Takó Emőke
A Rivermead viselkedéses emlékezeti teszt (RVMT) bemutatása
In: Racsmány M, Pléh Cs (szerk.)
Az elme sérülései – kognitív neuropszichológiai tanulmányok
Budapest: Akadémiai Kiadó, 2001. pp. 65–79.
•	Kónya Anikó
Személyes múlt és történelem
In: Pléh C, László J, Oláh A (szerk.)
Tanulás, kezdeményezés, alkotás: Barkóczi Ilona 75. születésnapjára
Budapest: ELTE Eötvös Kiadó, 2001. pp. 286–293.
• A munka-memória-kapacitás mérőeljárásai és jelentőségük a neuropszichológiai diagnosztikában D Németh, M Racsmány, Anikó Kónya, C Pléh Magyar Pszichológiai Szemle 55 (4), pp. 403–416 (2001)
•	Kónya Anikó
Szubjektív történelem
In: Kanyó T
Emigráció és identitás. 56-os menekültek Svájcban
Budapest: L'Harmattan - MTA Kisebbségkutató Intézet, 2002. pp. 149–162.
•	Kónya Anikó
Az epizodikus emlékezetbe rejtett idő
PSZICHOLÓGIA (MTA PSZICHOLÓGIAI INTÉZET) 24:(4) pp. 369–385. (2004)
•	Kónya Anikó
Infantilis amnézia. Felnőttek gyermekkori emlékeinek eredete
In: Győri Miklós (szerk.)
Az emberi megismerés kibontakozása: társas kogníció, emlékezet, nyelv
Budapest: Gondolat Kiadó, 2004. pp. 172–190.
•	Papp Orsolya, Kónya Anikó
A reminiszcenciahatás elméletének kiterjesztése a narratív koherencia irányába
In: Erős Ferenc (szerk.)
Narratív pszichológia
Budapest: Akadémiai Kiadó, 2004. pp. 33–56.
•	Czigler I, Kónya A, Pléh CS
A fájdalom pszichofiziológiájának új elméletei és jelentőségük a tanulásteóriákban
In: Gervain J, Kovács K, Lukács Á, Racsmány M (szerk.)
Az ezerarcú elme. Tanulmányok Pléh Csaba 60. születésnapjára
Budapest: Akadémiai Kiadó, 2005. pp. 9–17.
•	Kónya Anikó
Tapasztalati élmény és emlékezeti tudatosság: Az önéletrajzi emlékezet introspektív adatai
In: Gervain J, Kovács K, Lukács Á, Racsmány M (szerk.)
Az ezerarcú elme. Tanulmányok Pléh Csaba 60. születésnapjára
Budapest: Akadémiai Kiadó, 2005. pp. 262–274.
•	Kónya Anikó
A tapasztalat tartós fennmaradása - emlékezeti konszolidáció
In: Csépe V, Győri M, Ragó A (szerk.)
Általános pszichológia 2.: Tanulás, emlékezés, tudás
Budapest: Osiris Kiadó, 2007. pp. 209–235.
•	Kónya Anikó
Önéletrajzi emlékezet a laboratóriumban
In: Czigler I, Oláh A (szerk.)
Találkozás a pszichológiával
Budapest: Osiris Kiadó, 2007. pp. 116–134.
•	Kónya Anikó
Sémaelméletek és az emlékek fogalmi kategorizációja
In: Csépe V, Győri M, Ragó A (szerk.)
Általános pszichológia 2.: Tanulás, emlékezés, tudás
Budapest: Osiris Kiadó, 2007. pp. 331–347.
•	Futó J, Kónya Anikó
A gyermekkori emlékek természete: halványodás és kiemelkedés
ALKALMAZOTT PSZICHOLÓGIA 1-2: pp. 53–67. (2008)
•	Kónya Anikó
Történelem az élettörténetben: ’56 generációs emlékezete
In: Szederjesi Cecilia (szerk.)
Megtorlások évszázada - Politikai terror és erőszak a huszadik századi Magyarországon
Salgótarján; Budapest: Nógrád Megyei Levéltár - 1956-os Intézet, 2008. pp. 301–312.
•	Toth B, Boha R, Benyovszky M, Gaal ZA, Kónya A, Molnar M
Electrophysiological study of intentional forgetting
INTERNATIONAL JOURNAL OF PSYCHOPHYSIOLOGY 77:(3) p. 257. (2010)
•	MÉSZÁROS A, KÓNYA A, KAS B
A verbális fluenciatesztek felvételének és értékelésének módszertana.
ALKALMAZOTT PSZICHOLÓGIA 14:(2) pp. 53–76. (2011)
•	Szőllősi Ágnes, Kónya Anikó
Az önéletrajzi emlékezet vizsgálata: Önéletrajzi Interjú eljárás (Egészséges emlékezet és Alzheimer kór)
MAGYAR PSZICHOLÓGIAI SZEMLE 66:(4) pp. 587–603. (2011)
•	Szőllősi Ágnes, Büki Lívia Noémi, Kónya Anikó
Az önéletrajzi interjú (AI) vizsgálati eljárás bemutatása.
ALKALMAZOTT PSZICHOLÓGIA 13:(2) pp. 77–94. (2011)
•	Toth B, Boha R, Gaal Z, Konya A, Molnar M
ELECTROPHYSIOLOGICAL STUDY OF AGING IN DIRECTED FORGETTING
PSYCHOPHYSIOLOGY 48: p. S25. (2011)
•	Tóth B, Boha R, Pósfai M, Gaál ZsA, Kónya A, Stam CJ, Molnar M
EEG synchronization characteristics of functional connectivity and complex network properties of memory maintenance in the delta and theta frequency bands.
INTERNATIONAL JOURNAL OF PSYCHOPHYSIOLOGY 83:(3) pp. 399–402. (2012)
•Tóth Brigitta, Boha Roland, Kormann Eszter, Gaál Zsófia Anna, Kónya Anikó, Molnár Márk
Az emlékezeti neurokognitív hálózat életkorfüggő változása
PSZICHOLÓGIA  32:(1) pp. 37–52. (2012)
•Kónya Anikó, Király Ildikó
Előszó : Az emlékezetkutatás ismerős de megoldatlan kérdései: az epizódikus emlékezet és a mentális időutazás
PSZICHOLÓGIA (MTA PSZICHOLÓGIAI INTÉZET 33:(3) pp. 159–168. (2013)
•Kárpáti Judit, Király Ildikó, Kónya Anikó
A téri szekvencia és a fogalmi sorrend emlékezeti összekapcsolásának fejlődése
PSZICHOLÓGIA (MTA PSZICHOLÓGIAI INTÉZET) 33:(3) pp. 185–204. (2013)
•Nagy Márton, Kónya Anikó, Király Ildikó
Az asszociatív emlékezet fejlődése 6-10 éves kor és fiatal felnőttkor között
PSZICHOLÓGIA (MTA PSZICHOLÓGIAI INTÉZET) 33:(3) pp. 169–184. (2013)
•Szőllősi Ágnes, Fazekas Katakólin, Kónya Anikó:
Önéletrajzi emlékezet: élmény és elbeszélés
PSZICHOLÓGIA (MTA PSZICHOLÓGIAI INTÉZET) 33:(3) pp. 205–222. (2013)

## Szakmai elismerések
- 1998-2000 Széchenyi professzori ösztöndíj
- 2002-2005 Széchenyi István ösztöndíj
- 2008 Magyar Felsőoktatásért emlékplakett
- 2011 Pro Universitate Emlékérem arany fokozata kitüntetés